# Colours (Eloy-Album)
Colours ist das achte Studioalbum der deutschen Progressive-Rock- und Artrock-Band Eloy. Es erschien 1980 unter dem Label Electrola und wurde 2005 dort neu aufgelegt.

## Musikstil
Das Album wurde mit einer neuen Besetzung aufgenommen, lediglich Frank Bornemann und Klaus-Peter Matziol blieben aus der Besetzung des Vorgängeralbums Silent Cries and Mighty Echoes bei Eloy. Der Wechsel führte auch zu stilistischen Veränderungen, wodurch die Titel kürzer und weniger schwebend wurden. Die einst keyboardlastigeren Klänge wurden hier von rockigeren Gitarrenriffs abgelöst.

## Entstehungsgeschichte
Nach Silent Cries and Mighty Echoes verließen Detlev Schmidtchen und Jürgen Rosenthal Eloy. Neu hinzugekommen sind Hannes Arkona an den Gitarren, der die Band bereits auf der Tournee 1979 begleitete, Hannes Folberth an den Keyboards, sowie Jim McGillivray an Schlagzeug und Perkussions. Mit McGillivray fand Eloy auch einen neuen Texter anstelle des früheren Schlagzeugers Jürgen Rosenthal. Colours entstand in nur wenigen Wochen in gemeinsamer Arbeit aller Bandmitglieder und wurde in Bornemanns gerade neu eröffneten Horus Sound Studio in Hannover aufgenommen und von Jan Nemec abgemischt.

## Besetzung
- Frank Bornemann: E-Gitarre, Gitarre, Gesang
- Hannes Arkona: E-Gitarre, Gitarre
- Hannes Folberth: Keyboards
- Klaus-Peter Matziol: Bassgitarre, Gesang
- Jim McGillivray: Schlagzeug, Perkussion
- Edna und Sabin: Gesang auf Horizons

### Technik
- Arrangement: Eloy
- Produktion: Frank Bornemann, Eloy
- Tontechnik: Jan Nemec

## Titelliste
Die Titel wurden von Eloy und Jim McGillivray geschrieben, außer Titel Giant und Impressions von Sonja Brown.

### Seite A
1. Horizons – 3:20
2. Illuminations – 6:19
3. Giant – 6:05
4. Impressions – 3:06

### Seite B
1. Child Migration – 7:23
2. Gallery – 3:08
3. Silhouette – 6:57
4. Sunset – 3:15

### Remastered Edition Bonustrack (2005)
1. Wings of Vision – 4:14
2. Silhouette (single edit) – 3:30

## Veröffentlichungen und Charterfolge
Colours platzierte sich in Deutschland 17 Wochen in den Albumcharts, wo es am 30. Juni 1980 mit Platz 28 seine beste Chartnotierung erreichte.
| ChartsChartplatzierungen | Höchstplatzierung | Wochen |
| ------------------------ | ----------------- | ------ |
| Deutschland (GfK)        | 28 (17 Wo.)       | 17     |

## Rezeption
Jochen Rindfry vom Progressive-Rock-Portal Babyblaue Seiten konstatiert, dass Eloy mit Colours den sich vom Progressive Rock der 1970er Jahre abwendenden Publikumsgeschmack getroffen hat und: „… Colours vielleicht kein essentielles Eloy-Album [ist], aber im Vergleich zu anderen Bands aus dem Bereich Progressive Rock haben Eloy den Übergang ins dunkle Jahrzehnt des Prog2 einigermaßen unbeschadet überstanden“.